# Au son du fusil
Pour plus de détails, voir Fiche technique et Distribution.
Au son du fusil (A suon di lupara) est un poliziottesco italien réalisé par Luigi Petrini et sorti en 1967.

## Synopsis
Claudio Lacroics, procureur d'origine française, est en Sicile pour lutter contre la mafia. Chaque jour, il se heurte aux convictions d'une communauté où les seules règles sont les préjugés et le silence. Par ailleurs, Claudio a épousé Lucienne et accueille chez lui sa sœur Roberta, qui revient demander de l'argent avec son amant Richard. Cependant, Richard profite d'un moment de faiblesse de Roberta jusqu'à ce qu'elle découvre qu'elle est enceinte. Claudio est obligé de faire face à ses convictions, conscient qu'il ne sera pas père et afin de défendre l'honneur de la famille, il propose à sa femme de ne pas donner naissance à l'enfant.

## Fiche technique
- Titre italien : A suon di lupara[1]
- Titre français : Au son du fusil[2]
- Réalisateur : Luigi Petrini
- Scénario : Marino Onorati (it), Luigi Petrini, Angelo Sangermano
- Photographie : Guglielmo Mancori
- Montage : Daniele Alabiso (it)
- Musique : Benedetto Ghiglia
- Décors : Alberto Boccianti (it)
- Costumes : Silvana Scandiarato
- Production : Giuliano Simonetti
- Société de production : Morris Film
- Pays de production :  Italie
- Langue originale : italien
- Format : Couleur - 2,35:1 - 35 mm
- Durée : 96 minutes
- Genre : Poliziottesco
- Dates de sortie :
  - Italie : 28 octobre 1967
  - France : 1970[2]

## Distribution
- Lang Jeffries : Claudio Lacroics
- Annabella Incontrera : Lucienne
- Femi Benussi : Roberta
- Luciana Paoli : Rosalia
- Giancarlo Del Duca : Richard
- Grazia Di Marzà : Concetta Masulo
- Paolo Todisco : Ignazio Stascio
- Paola Pitti : Agata
- Nino Vingelli : Maire
- Enzo Andronico : Luca Pastore
- Lino Banfi